# Slagalica strave 3D
Slagalica strave 3D je sedmi nastavak serije horor filmova "Slagalica strave", u režiji Kevina Greutera iz 2010. godine.

## Radnja
Na početku filma vraćamo se na prvi dio slagalice strave, Lawrence Gordon Cary Elwes puže iz kupaonice i traži pomoć nakon što si je odrezao stopalo. Kroz taj put, nailazi na kipuću cijev i koristi je da dezinficira gležanj. U sadašnjosti, Ryan i Brad Jon Cor and Sebastian Pigott bude se u izlogu u shopping područuju pred hrpom ljudi, njihova zapečća vezana su uz radni stol. Ispred svakog čovjeka je kružna pila, i njihova zajednička ljubavnica, Dina Anne Lee Greene je zavezana iznad treće pile. Jigsawova lutka kaže im da oni mogu ubiti jedan drugoga, ili pustiti Dinu da umre, nakon što su shvatili Dininu prevaru Brad i Ryan odlučili su se spasiti i ostaviti Dinu da joj pila prepili pola tijela.
Jill Tuck (Betsy Russell) odlazi detektivu Mattu Gibsonu (Chad Donella),i nudi mu sve dokaze koji upućuju protiv Hoffmana (Costas Mandylor). U međuvremenu, Hoffman je oteo četiri rasista skinheada i stavio ih u zamku na napuštenom smetlištu koja ih je sve pobila. Nakon okupljanja prijašnjih Jigsawovih preživjelih, Hoffman otima Bobbyja Dagena Sean Patrick Flanery ,self-help gurua koji je stekao slavu i bogatstvo na izmišljenoj priči u kojoj je on kao preživio Jigsawovu zamku. Hoffman šalje Gibsonu videofilmove, šalje mu sitne podatke o svojoj lokaciji i obećaje da će igre prestati ako mu Gibson preda Jill tuck.
Bobby se budi u napuštenoj umobolnici i obavješten je da je njegova žena Joyce (Gina Holden) također oteta i da će umrijeti ako je ne uspije spasiti u roku od 60 minuta. Nakon što je pobjegao iz kaveza ispod kojeg su bile oštrice, Dagen pronalazi put za dalje, pronailazi svoga publicista Ninu (Naomi Snieckus), njegovu odvjetnicu Suzanne (Rebecca Marshall) i njegovog najboljeg prijatelja Calea (Dean Armstrong) svi su u zamkama i prezentiraju svoje grijehe. Unatoč njegovim naporima da ih spasi, svo troje su ubijeni. Gibson uskoro otkriva lokaciju umobolnice i   šalje SWAT tim, koji će biti zatočeni u jednoj prostoriji i biti ugušeni od otrovnog plina. Gibson pronailazi Hoffmanov ured, gdje doznaje da je Hoffman provalio u policijske zaštitne kamere, i Gibson je ubijen strojnice zajedno sa svojim kolegama. Hoffman koji se pretvarao da je jedan od leševa, ulazi u policijsku upravu i ubija dr. Heffnera (James Van Patten), detektiv Rogers Laurence Anthony i par policajaca također bivaju ubijeni od Hoffmana dok su čuvali Jill. Nakon kratke borbe, zarobljuje Jill na isti način kako je ona njega, zatim stavlja Obrnuto od zamke za medvjeda (Reverse Bear-Trap) na njenu glavu, i Jill je ubijena.
Nakon uklanjanja dva zuba preuzima kombinaciju za otključavanje vrata, Dagen dolazi do Joyce i prisiljen je zabiti si dvije kuke u grudne mišiće, to je zamka koju je navodno preživio,  zatim se lancima penjao prema gore da spoji kabele i oslobodi ženu. Ipak, mišići nisu izdržali i Bobby je pao na tlo, a velika pećnica zatvorila se oko Joyce i spalilo ju živu. Trenutak nakon što je Hoffman uništio svoju radionicu, zarobljen je od strane trojice koja su na glavi imali svinjsku masku, jedan od njih skida masku i Hoffman šokiran saznaje da je to dr. Lawrence Gordon. Retrospekcija pokazuje kako je Jigsaw (Tobin Bell) pronašao Lawrenca kod vruće cijevi i pomogao mu je zacijeliti ranu, i Lawrence je u tajnosti radio za Johna cijelo vrijeme. Dao mu je zadatak da pazi na Jill nakon njegove smrti, i da odmah reagira ako joj se nešto dogodi, Lawrence stavlja Hoffmana u kupaonicu iz prvog filma i zarobljen je s istim lancima. Lawrence baca ručnu pilu izvan kupaonice i dok izlazi pogledava svoje strunulo stopalo, i ostavlja Hoffmana da umre. Nakon toga Lawrence kaže "Game over" kao i Jigsaw u prvom filmu.

## Uloge
| Glumac               | Uloga                 |
| -------------------- | --------------------- |
| Tobin Bell           | John Kramer / Jigsaw  |
| Costas Mandylor      | Detektiv Mark Hoffman |
| Betsy Russel         | Jill Tuck             |
| Cary Elwes           | dr. Lawrence Gordon   |
| Sean Patrick Flanery | Bobby Dagen           |
| Chad Donella         | detektiv Gibson       |
| Gina Holden          | Joyce Dagen           |
| Laurence Anthony     | detektiv Rogers       |
| Dean Armstrong       | Cale                  |
| Naomi Snieckus       | Nina                  |
| Rebecca Marshall     | Suzanne               |
| James Van Patten     | dr. Heffner           |
| Sebastian Pigott     | Brad                  |
| Jon Cor              | Ryan                  |